# Tanjung Tongah
Tanjung Tongah is een bestuurslaag in het regentschap Pematang Siantar van de provincie Noord-Sumatra, Indonesië. Tanjung Tongah telt 3067 inwoners (volkstelling 2010).